# Ned Land
Ned Land est un personnage fictif, un des principaux protagonistes du roman Vingt Mille Lieues sous les mers de Jules Verne.

## Le personnage
Âgé d'une quarantaine d'années, Ned Land est un harponneur canadien originaire du Québec. Homme de grande taille (plus de six pieds de haut), très habile de ses mains, et doué d'une grande acuité visuelle, son sang-froid le caractérise. À bord de l' Abraham Lincoln, malgré son caractère méchant et renfermé, il se lie d'amitié avec le professeur Pierre Aronnax, auquel il raconte ses campagnes de pêche. Ce dernier le compare à « quelque Homère canadien, chantant l'Iliade des régions hyperboréennes » (1re partie, chapitre IV). Le marin ne croit guère à un monstre aquatique, à la différence d'Aronnax. À la suite du naufrage du navire, il trouve refuge sur la coque du Nautilus. Son esprit positif et sa constitution sanguine s'accordent mal à l'existence du sous-marin. Connaissant toutes les espèces de poissons, il est d'un grand secours pour Aronnax au moment des observations sous-marines à travers les hublots. Il échafaude sans cesse des plans de fuite, mais malgré son animosité pour le Capitaine Nemo, il sauvera cependant celui-ci de l'attaque d'un requin. Ses colères sont terribles et il finit par souffrir de claustrophobie, au point que Conseil, son compagnon de cabine, craint qu'il n'en arrive au suicide. Finalement, il réussira avec ses deux compagnons à s'évader alors que le Nautilus est pris dans les remous du Maëlstrom.
Son patronyme, très curieux pour un marin, lui vient sans doute de son besoin d'espace vital qui ne trouve guère à se manifester dans les coursives du Nautilus, d'autant que les trois hommes sont séquestrés physiquement par Nemo. D'ailleurs, comme le montre le chapitre intitulé Quelques jours à terre (1re partie, chapitre IV), Ned Land est autant chasseur que pêcheur et sa joie de fouler à nouveau la terre ferme se manifeste bruyamment.

## Citations
- « Je crois que le commandant Farragut avait sagement fait d'engager cet homme à son bord. Il valait tout l'équipage, à lui seul, pour l'œil et le bras. Je ne saurais le mieux comparer qu'à un télescope puissant qui serait en même temps un canon toujours prêt à partir. »[1].

## Cinéma
- En 1916, dans le film réalisé par Stuart Paton, le rôle est tenu par l'acteur Curtis Benton.
- Kirk Douglas incarne le personnage dans la version cinématographique de 1954, due à Richard Fleischer.
- Dans la mini-série télévisée, diffusée en 1997 aux États-Unis et tournée par Rod Hardy, l'interprète du rôle est Bryan Brown.